# William James Sidis
William James Sidis (Manhattan, New York, 1898. április 1. – Boston, Massachusetts, 1944. július 17.) amerikai csodagyerek kiemelkedő matematikai képességekkel, aki állítólag rengeteg idegen nyelven beszélt. Halála után testvére azt nyilatkozta, hogy Sidis a valaha volt legmagasabb intelligenciahányados birtokosa volt. Ezt az állítást semmilyen írásos bizonyíték vagy a férfi által kitöltött IQ teszt nem igazolja. 11 évesen bejutott a Harvard egyetemre, és felnőtt korára állítólag több mint 40 nyelven folyékonyan kommunikált, habár később egy kutató megállapította, hogy állításai több esetben is túlzóak voltak: „ Rengeteg témában kutattam az első kézből származó források hitelességét 28 éves pályafutásom során, és mindeddig nem találtam ehhez fogható témát, melyet annyira beárnyékolnak a hazugságok, mítoszok, féligazságok, és a félrevezetés más formái, mint az Willam Sidis története esetén bebizonyosodott. Sidis először koraérettsége, majd később a befelé fordulása és a nyilvánosságtól való elzárkózása nyomán vált ismertté. Végül már a matematikát is kerülte, és különböző álnevek alatt más-más témákban kezdett cikkeket publikálni.

## Életrajz

### Szülők és neveltetés (1898–1909)
William James Sidis 1898. április 1-jén született New Yorkban. Apja Boris Sidis orvos és filozófus doktor, 1887-ben politikai üldöztetése miatt emigrált az Egyesült Államokba. Anyja Sarah (Mandelbaum) és családja a pogrom elől menekült az államokba. Sarah a Bostoni egyetem orvostudományi karán végzett 1897-ben.
William a keresztapja, William James után kapta nevét, aki egyben édesapja Boris jó barátja és kollégája is volt. Boris pszichiáter volt, és számos könyvet és cikket publikált, úttörő munkát végzett a pszichopatológia területén. Boris poliglott volt, és a fia, William is azzá vált egész fiatalon.
Sidis szülei a tápláló, feltétel nélküli korai tudásszeretetben hittek, melyért több ízben kritika is érte őket. Sidis 18 hónaposan a New York Times-ot olvasta, állítólag 8 éves koráig 8 nyelven tanult meg teljesen önállóan (latinul, görögül, franciául, oroszul, németül, héberül, törökül és örményül) és feltalált egy új nyelvet, melyet Vendergood-nak nevezett el.

### Harvard Egyetem és a kollégiumi évek (1909–1915)
A Harvard Egyetem fiatal korára hivatkozva elutasította, amikor apja be akarta íratni a 9 éves Williamet, két évvel később, 1909-ben azonban az addigi legfiatalabb diákként 11 évesen Sidis felvételt nyert az egyetemre. 1910 elején Sidis tudása a magasabb matematika területén olyan szinten volt, hogy a négydimenziós testekről a Harvard Matematika Klubban tartott előadásokat. Daniel F. Comstock MIT professzor véleménye szerint a terület jövőbeni nagy matematikusa és vezetője lehetett volna. Sidis nappali tagozaton folytatta 1910-ben, és 1914. június 18-án, 16 évesen megszerezte BA diplomáját cum laude minősítéssel.
Röviddel diplomázása után azt mondta a riportereknek, hogy tökéletes életet akar élni, mely számára az elvonultságban testesül meg. A Boston Heraldnak adott egy interjút, melyben kifejtette, hogy cölibátust fogad és sosem házasodik meg, mert ahogy fogalmazott, a nők nem vonzódnak hozzá. Később erős kötődés alakult ki közte és egy Martha Foley nevű fiatal hölgy között. Később beiratkozott a Harvard-diplomások művészeti és tudományos iskolájába.
Életrajzi könyve szerint (A csoda: William James Sidis életrajza – The Prodigy: a Biography of William James Sidis) a Nemzetek Szövetségében is szolgált, de rövid idő után kilépett, mert az USA 28. elnöke, Woodrow Wilson nem hívta vissza az első világháború alatt szolgáló csapatokat. Nyíltan pacifista nézeteket vallott.

### Tanítás és további tanulmányok (1915–1919)
Miután a Harvard Egyetem tanulóinak egy csoportja Sidist fizikailag is bántalmazta, a szülei matematikatanár-asszisztensi állást biztosítottak neki az Irodalom, Tudomány és Művészet Haladásáért William Marsh Rice Intézetben (ma Rice Egyetem), Houstonban (Texas állam). 1915 decemberében kezdett a Rice-ban, 17 évesen. Ekkor már a doktori munkáján dolgozó diplomás munkatárs volt.
Sidis 3 területen tanított: euklideszi geometria, nemeuklideszi geometria és trigonometria. Egy tankönyvet is írt görög nyelven az euklideszi geometria témájában. Kevesebb mint egy évvel később, a tantervi követelményektől és a nálánál idősebb diákjai vele szemben tanúsított viselkedésétől frusztrálva elhagyta a szakot és visszatért New Englandbe. Később, miután egy barátja megkérdezte tőle, hogy miért hagyta ott a korábbi pozícióját, azt válaszolta: „Sosem tudtam, miért adták nekem azt a munkát. Nem vagyok valami nagy tanár. Sosem hagytam ott az állást, ők kértek, hogy távozzak.” Sidis letett arról, hogy matematikusi diplomát szerezzen és 1916 szeptemberében beiratkozott a Harvard jogi karára, de 1919 márciusában, az utolsó évében, noha jó előmenetelű diák volt, félbeszakította tanulmányait.

### Politika és letartóztatás (1919–1921)
1919-ben, nem sokkal a jogi karról való kilépését követően Sidist letartóztatták az erőszakba torkolló szocialista májusi parádén való részvételéért. 18 hónap börtönre ítélték az 1918-as zendülési törvény alapján. Sidis letartóztatása kiemelt szerepet kapott az újságokban, mert a korai Harvard-diploma megszerzése révén tekintélyes helyi híresség vált belőle. Próbaideje alatt Sidis kifejtette, hogy lelkiismereti okokból tiltakozott az első világháború ellen, szocialista és spiritualista volt. Később kifejlesztette saját libertárius filozófiáját, mely az egyéni jogokon és az „amerikai társadalom folytonosságán” alapult. Apja megegyezett a kerületi ügyésszel, hogy Sidisnek ne kelljen börtönbe vonulnia, míg a fellebbezése tárgyalása nem kezdődik meg. A szülei ehelyett a New Hampshire-i szanatóriumban tartották őt egy éven keresztül. Ezt követően Kaliforniába vitték, ahol újabb 1 évet töltött el. Míg a szanatóriumban volt, a szülei döntöttek elmegyógyintézetbe szállításáról.

### Későbbi élete (1921–1944)
Miután 1921-ben visszatért a keleti partra, Sidis független és egyedüli életre volt ítélve, kerülte a szellemi tevékenységgel járó munkavégzést. New Yorkban dolgozott és elhidegült a szüleitől. Évekbe telt, mire jogilag tisztázta magát és visszatérhetett Massachusetts-be. Évekig aggódott, hogy ismét börtönbe kerülhet. Szenvedélyesen gyűjtötte a vonaljegyeket, a saját maga által publikált folyóiratokat, és a szűk baráti körében tanította az amerikai történelem maga által vázolt verzióját. 1933-ban Sidis közszolgálati vizsgát tett New Yorkban, de a vizsgát alacsony pontszámmal teljesítette. Erről később azt mondta, hogy „nem volt valami biztató jel.”
1944-ben Sidis a The New Yorkerrel szemben keresetet nyert egy 1937-ben róla közölt cikk kapcsán. mely véleménye szerint rengeteg hamis állítást tartalmazott vele kapcsolatban. A „Hol vannak ők most?” című, álnéven írt cikk Sidis életét egy hallba és hálószobába zárkózó unalmas ember életeként mutatta be. Később az alacsonyabb szintű bíróság elutasította a keresetet, mondván: közszereplőként el kell viselnie az őt ért negatív állításokat. Az ítélet ellen fellebbezett a magánszférája megsértése miatt, de a fellebbezése másodfokon is elutasításra került. Charles Edward Clark bíró kifejezte Sidis iránti együttérzését – aki állítása szerint társadalmi megvetés, gúny és lenézés tárgyává vált, keserves szellemi kínt okozva neki – de úgy találta, hogy a bíróság nem szolgáltatott magánéletével kapcsolatos információkat a sajtónak a tárgyalás során.
Sidis 1944-ben agyvérzésben halt meg Bostonban, 46 évesen. Édesapja ugyanabban a betegségben halt meg 1923-ban 56 évesen. 

### A Vendergood nyelv és megalkotója szellemi öröksége
Sidis megalkotott egy saját nyelvet melynek második könyvében a Vendergood nevet adta (Book of Vendergood). A könyvet 8 évesen írta. A nyelv leginkább a latin és görög nyelvre épült, de a német, francia és más újlatin nyelv hatása is érvényesült az új nyelvben. Halála után testvére, Helena több megkérdőjelezhető hitelességű információt szolgáltatott Williamról. Többek között azt, hogy testvére 250-300 közötti IQ-val rendelkezett, hogy a Föld minden nyelvét beszélte, és hogy képes volt elsajátítani egy nyelvet egy nap alatt.
Később Sidist a sajtó gúnyosan ábrázolta. A New York Times például „egy tudományos kísérlet csodálatosan sikeres eredményének” nevezte. Édesanyja később fenntartotta, hogy fia ábrázolása kevés hasonlóságot mutat a valósággal.